# The Solus Project
The Solus Project — однопользовательская компьютерная игра от первого лица в жанре выживания. Игра разработана студиями Teotl Studios и Grip Digital и была выпущена в 2016 году.

## Игровой процесс
В начале игры главного героя интересуют задачи, характерные для жанра симулятора выживания — добыча еды, поддержание оптимальной температуры тела и сон. С этой целью он исследует территорию планеты и собирает различные предметы. По ходу развития сюжета в игре появляется больше элементов приключенческой игры. Погружаясь в тайны планеты, герой решает головоломки и учится избегать ловушек. При исследовании подземных комплексов в игре возникают черты хоррора: атмосфера ужаса, преследование.

## Сюжет
Действие происходит в будущем. Планеты Земля больше нет, и люди отправляются колонизировать новые планеты. Главный герой — один из них. Во время приземления на планету Глизе корабль Solus 3 терпит крушение по загадочным причинам. Протагонисту удаётся выжить. Он начинает исследование планеты в поисках своей команды.

## Разработка
Хоррорная часть игры была вдохновлена франшизой «Чужой».

## Продажи
Летом 2018 года, благодаря уязвимости в защите Steam Web API, стало известно, что точное количество пользователей сервиса Steam, которые играли в игру хотя бы один раз, составляет 140 276 человек.